# Tatra RT6N1
RT6N1 ist die Typenbezeichnung eines Straßenbahntriebfahrzeugs des tschechischen Herstellers ČKD Tatra. Die 1993 vorgestellte Baureihe ist die erste des Herstellers, die die Niederflurtechnik nutzt. Der Niederfluranteil beträgt dabei 63 %.

## Geschichte

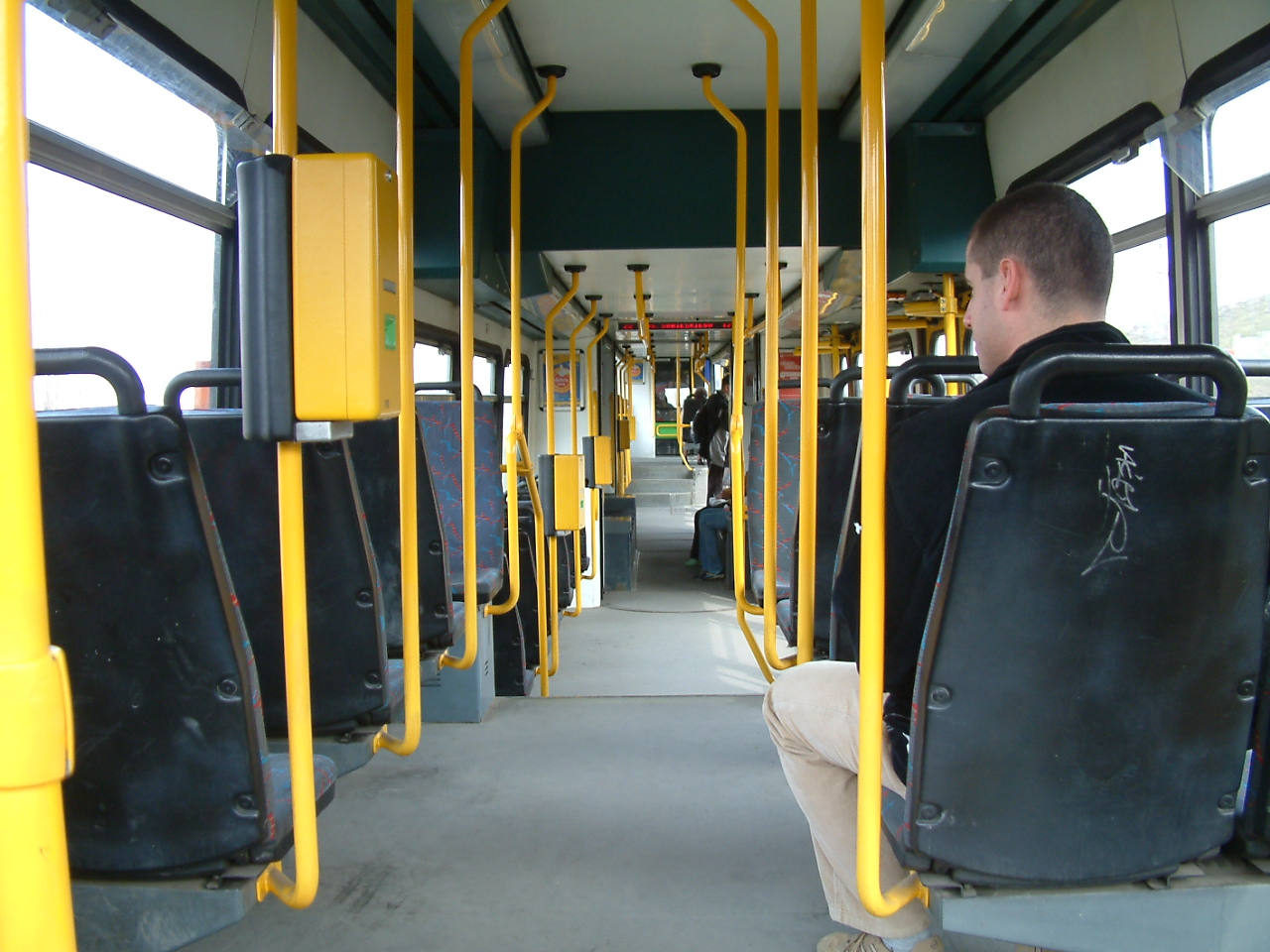
Innenraum eines RT6N1

Neben dem neuen Design und der Niederflurtechnik wich der neue Typ auch technisch von den älteren Fahrzeugen des Herstellers ab. So erreichen die Triebwagen beispielsweise eine Höchstgeschwindigkeit von 80 km/h – 65 km/h bei den Altfahrzeugen – und mit leistungsfähigeren Fahrmotoren eine stärkere Anfahr- und Bremsbeschleunigung. Die Leistung gegenüber den Altfahrzeugen beträgt hier fast das Doppelte.
Der Prototyp wurde ab 1994 umfangreich in Prag getestet, später in weiteren tschechischen Städten. Die Fahrten erfolgten meist außerhalb der Fahrgastzeiten.
Der Linienbetrieb wurde ab 1996 regulär aufgenommen. Ein Jahr später wurden weitere je vier Fahrzeuge an die Städte Prag und Brünn geliefert. Auch die polnische Stadt Posen bestellte zehn Fahrzeuge beim Hersteller. Sie wurden teilweise ab Werk geliefert, teilweise aber auch erst vor Ort endmontiert.
Es blieb bei der vergleichsweise geringen Stückzahl, da der Typ ab Mitte der 1990er Jahre vom Nachfolgetyp RT6S abgelöst werden sollte.